# Nymphoides tenuissima
Nymphoides tenuissima är en vattenklöverväxtart som beskrevs av A. Raynal. Nymphoides tenuissima ingår i släktet sjögullssläktet, och familjen vattenklöverväxter. Inga underarter finns listade i Catalogue of Life.